# Sheryl Rubio
Sheryl Dayana Rubio Rojas (* 28. Dezember 1992 in Caracas, Venezuela) ist eine venezolanische Schauspielerin, Sängerin, Model, Tänzerin, Songwriterin und Produzentin von Webvideos. Internationale Bekanntheit erlangte das Model durch die Rolle der „Sheryl Sánchez“ in der Boomerang Latin America-Serie Somos tú y yo. (2007–2009). Rubio ist seit 2018 als Lucia Davila in der Netflix-Serie Blumige Aussichten zu sehen.

## Leben und Karriere
Sheryl Rubio wurde in Caracas, Venezuela, geboren. Ihre Eltern sind Oscar Rubio und Damaris Rojas, sie hatte eine ältere Schwester, Damaris Belmonte, die 1997 von ihrem Freund ermordet wurde. Die Schauspielerin war 5 Jahre alt, als dies passierte und sie gestand, dass es ein harter Schlag für sie und ihre Mutter war. Diese Erfahrung hat dazu geführt, dass in verschiedenen UN Women gegen geschlechtsspezifische Gewalt und Frauenrechte die Hauptrolle spielte. Rubio hat am Colegio San José de Tarbes in Caracas studiert und festgestellt, dass sie beim Schulbesuch nicht sehr beliebt war und sogar gemobbt wurde. Mit sieben Jahren begann sie, sich für eine Rolle als Schauspielerin zu interessieren, und begann ihre Karriere mit kleinen Rollen im Fernsehen.
1999 begann Rubio eine Schauspielkarriere. Sie begann in einer Reihe von Werbespots zu erscheinen, bevor sie zum Fernsehen überging. Rubio gab ihr Schauspieldebüt in der Telenovela Amantes de luna llena im Jahr 2000, als sie 8 Jahre alt war und Angela Rigores spielte.
2001 porträtierte sie Micaela Benavides in der Telenovela La Soberana. Im Jahr 2002 erhielt Rubio ihre erste Hauptrolle im Fernsehen als Renata Antoni Diaz in La niña de mis ojos.
Im Jahr 2005 begann sie im Alter von 11 Jahren in der TV-Show Atómico zu arbeiten. Im Jahr 2006 begann das Casting für Somos tú y yo. Das Hauptanliegen der Casting-Direktoren war es, den richtigen Protagonisten der Serie zu finden. Die Schauspielerin erschien beim Casting und die Produzenten waren beeindruckt vom Vertrauen der jungen Frau in sich selbst. Die Schauspielerin wurde als Protagonistin der Serie ausgewählt. Die Serie war eine Koproduktion zwischen dem Boomerang und Venevisión, die Serie wurde in Lateinamerika, Europa, dem Nahen Osten und Asien ausgestrahlt. Die Serie wurde erstmals am 27. Juni 2007 in Venezuela von Venevisión uraufgeführt. Die Serie wurde am 15. Januar 2008 von Boomerang in Lateinamerika und Europa uraufgeführt. Im Jahr 2008 tourte die Besetzung durch Venezuela und spielte Songs aus der Serie. Als die Show 2009 endete, erschien ein Zusammenstellungsalbum mit zehn Songs aus der Serie mit dem Titel Somos tú y yo, un nuevo día.
Im Januar 2009 war Rubio im Fernsehen und nahm an der Fernsehserie Somos tú y yo, un nuevo día zu sehen, in der sie die Figuren Sheryl Sanchez und Candy spielte. Die Serie ist ein Spin-off von Somos tú yo und basiert auf dem amerikanischen Film Grease. Die Serie wurde am 17. August 2009 vom Boomerang uraufgeführt.
Im Januar 2010 wiederholte sie ihre Rolle als Sheryl Sanchez in der Serie NPS: No puede ser. Die Serie ist das zweite Spin-off von Somos tú y yo und markiert den Abschluss der Serie, die zum ersten Mal am 25. Juli 2010 in Venezuela von Venevisión und am 8. November 2010 von der lateinamerikanischen Kette Boomerang uraufgeführt wurde. Im selben Jahr porträtierte sie Sofia Carlota in ihrem Debüt La viuda joven von Martin Hahn. Die Telenovela basierte auf der Spanierin Carmen Cervera. Die Telenovela wurde am 16. März 2011 von Venevisión uraufgeführt.
2011 spielte sie Stefany Miller in der von Martin Hahn geschriebenen und von Sandra Rioboó produzierten Telenovela Mi ex me tiene ganas. Die Telenovela wurde am 16. Mai 2012 von Venevisión uraufgeführt und endete am 5. Dezember 2012. Rubio erhielt eine positive Resonanz auf den Charakter der Medien in Lateinamerika. Diese Figur kennzeichnet ihr schauspielerisches Wachstum in einer reiferen Figur. Im selben Jahr wurde Rubio zur Richterin beim Schönheitswettbewerb Miss Teen Aruba International 2012 ernannt.
2012 sang sie mit Lasso den Song „Quiero que vuelvas“. Im Jahr 2013 spielte Rubio zwei Live-Shows in Caracas und Maracaibo und hielt einen Monolog von Amaris Páez mit dem Titel „Sheryls Geständnis“.
Im Januar 2014 nahm sie an der Telenovela Corazón Esmeralda teil. Rubios Charakter ist eine Singer-Songwriterin und sie spielt eine Reihe von Songs in der Serie. Die Telenovela wurde am 3. März 2014 von Venevisión uraufgeführt. Im selben Jahr arbeitete Rubio mit der Bekleidungsfirma Melao an einer Bekleidungslinie, die in ganz Venezuela verkauft werden sollte.
Im August 2014 zeigte Rubio in Zusammenarbeit mit Melao eine Vorschau auf Sheryl Rubio, die sie im Oktober 2014 im Centro Sambil in Caracas enthüllten.
2015 spielte sie Ángela Mendori in einer Folge der Serie Escándalos, die auf den Entführungen von Cleveland, Ohio, die zwischen 2002 und 2004 in den USA stattfanden. Im August 2015 spielte sie die Rolle von Malibu in der Fernsehserie Los Hijos de Don Juan.
Im August 2016 spielte sie in der Upload-Projektkampagne mit StandWithUs und der israelischen Non-Profit-Organisation zusammen mit Candelaria Molfese, für die die Schauspielerin in den Städten Tel Aviv und Jerusalem einige Tage lang den Tourismus fördern möchte in Israel.
Im September 2016 gaben Netflix und Telemundo bekannt, dass Rubio in ihrer neuen Serie Guerra de ídolos zu sehen sein wird, die 2017 beginnen sollte.
2018 spielte sie in der Netflix-Originalserie Blumige Aussichten mit.

## Filmografie
- 2000: Amantes de Luna Llena (Fernsehserie, Gastrolle)
- 2001: La soberana (Fernsehserie, Gastrolle)
- 2003: La niña de mis ojos (Fernsehserie, Gastrolle)
- 2007: Somos tú y yo (Fernsehserie, 161 Episoden)
- 2009: Somos tú y yo, un nuevo día (Fernsehserie, 50 Episoden)
- 2010: NPS: No puede ser (Fernsehserie, 50 Episoden)
- 2010: La viuda joven (Fernsehserie, 47 Episode)
- 2012: Mi ex me tiene ganas (Fernsehserie, 159 Episoden)
- 2014: Corazón Esmeralda (Fernsehserie, 130 Episoden)
- 2015: Los Hijos de Don Juan (Fernsehserie, 3 Episoden)
- 2015: Escándalos (Fernsehserie, Gastrolle)
- 2017: Guerra de ídolos (Fernsehserie, 90 Episoden)
- 2018–2019: Blumige Aussichten (La Casa de las Flores, Fernsehserie, 10 Episoden)
- 2020: No, porque me enamoro
- 2020–2021:100 días para enamorarnos (Fernsehserie, 43 Episoden)
- 2023: Playa soledad (Fernsehserie, 14 Episoden)

## Diskografie

### Singles
- 2019: Terminamos

### Promotion-Singles
- 2012: Quiero que vuelvas (ft. Lasso)
- 2014: Corazón extraño
- 2014: Dime cómo, cuándo y dónde
- 2017: Tantos milagros
- 2017: No perdamos tiempo

## Touren
- 2007–2008: Somos tú y yo Tour
- 2009: Somos tú y yo, un nuevo día, Live Tour